# 龙家桥站
龙家桥站，位于湖南省娄底市新化县石冲口镇双家村，是沪昆铁路上一座已经关闭的铁路车站，由广铁集团管辖，原为五等站。

## 历史
始建于1970年，至1995年站内设正线2条、到发线2条（共计长2050米）。
该站现已关闭，站台、到发线均已拆除。原址保留有线路工区。